# مسائل زیست‌محیطی در افغانستان

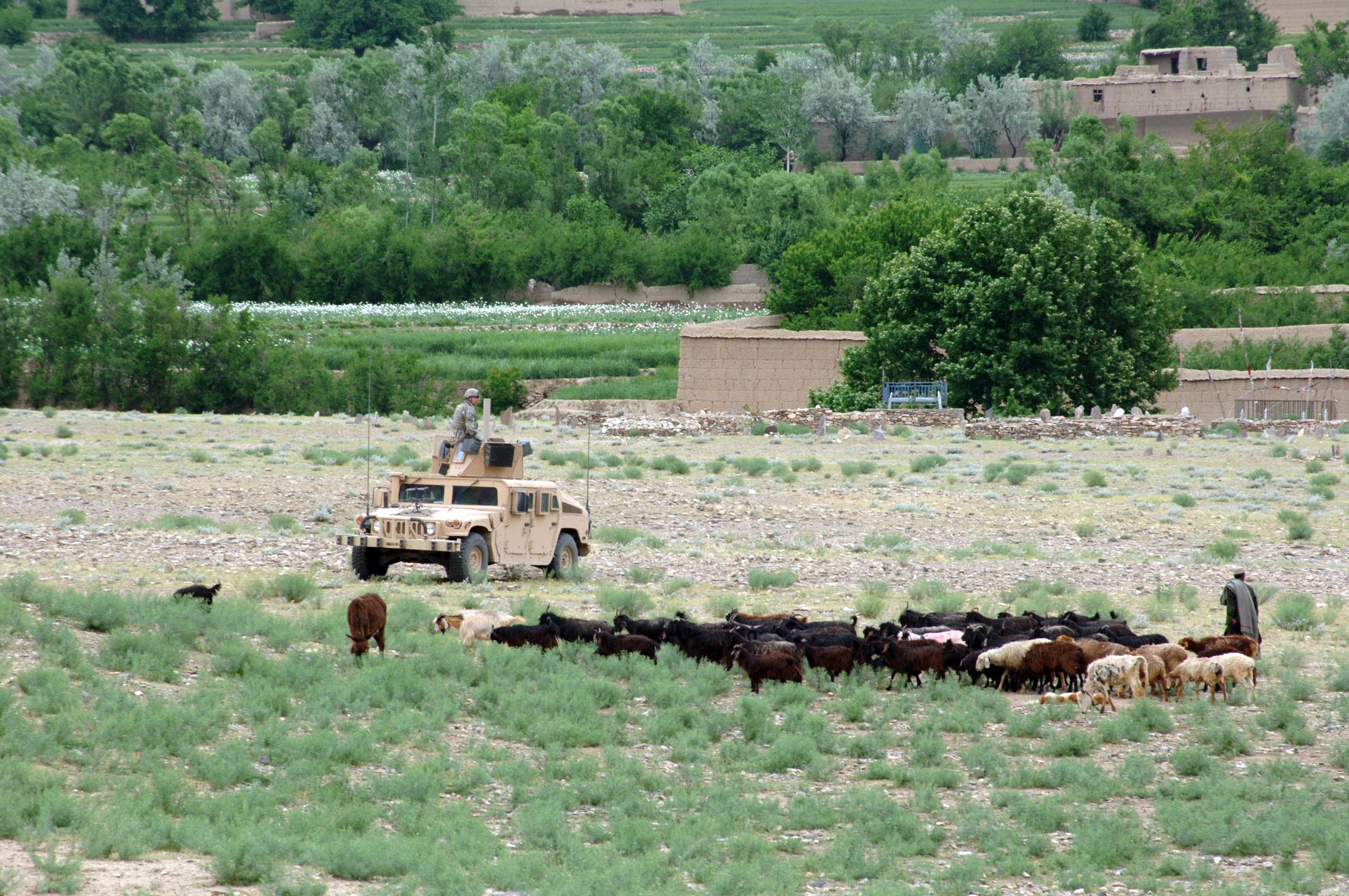
خودرو نظامی ISAF که از کنار یک چوپان در ولایت کاپیسای افغانستان در ۲۰۰۷ میلادی عبور می‌کند.

مسائل زیست‌محیطی در افغانستان از نابسامانی‌های سیاسی چند دهه پسین قدیمی‌تر است. جنگل‌ها بر اثر قرن‌ها کشاورزی و تبدیل شدن به چراگاه‌ها خالی شده‌اند، عواملی که تنها با رشد مدرن جمعیت افزایش یافته است. حفظ محیط زیست و نگرانی‌های اقتصادی در افغانستان دو امر متضاد نیستند؛ با اتکای بالاتر از ۴۴ درصد جمعیت به دام‌داری و کشاورزی، سلامتی محیط زیست برای رفاه اقتصادی مردم حیاتی پنداشته می‌شود. سازمان جهانی بهداشت در ۲۰۰۷ میلادی گزارشی را نشر نمود که طبق آن افغانستان در میان ملت‌های غیر آفریقایی در رده پایین‌ترین کشورهای بود که مرگ و میر ناشی از خطرهای محیطی را داشت.

## جنگل‌زدایی

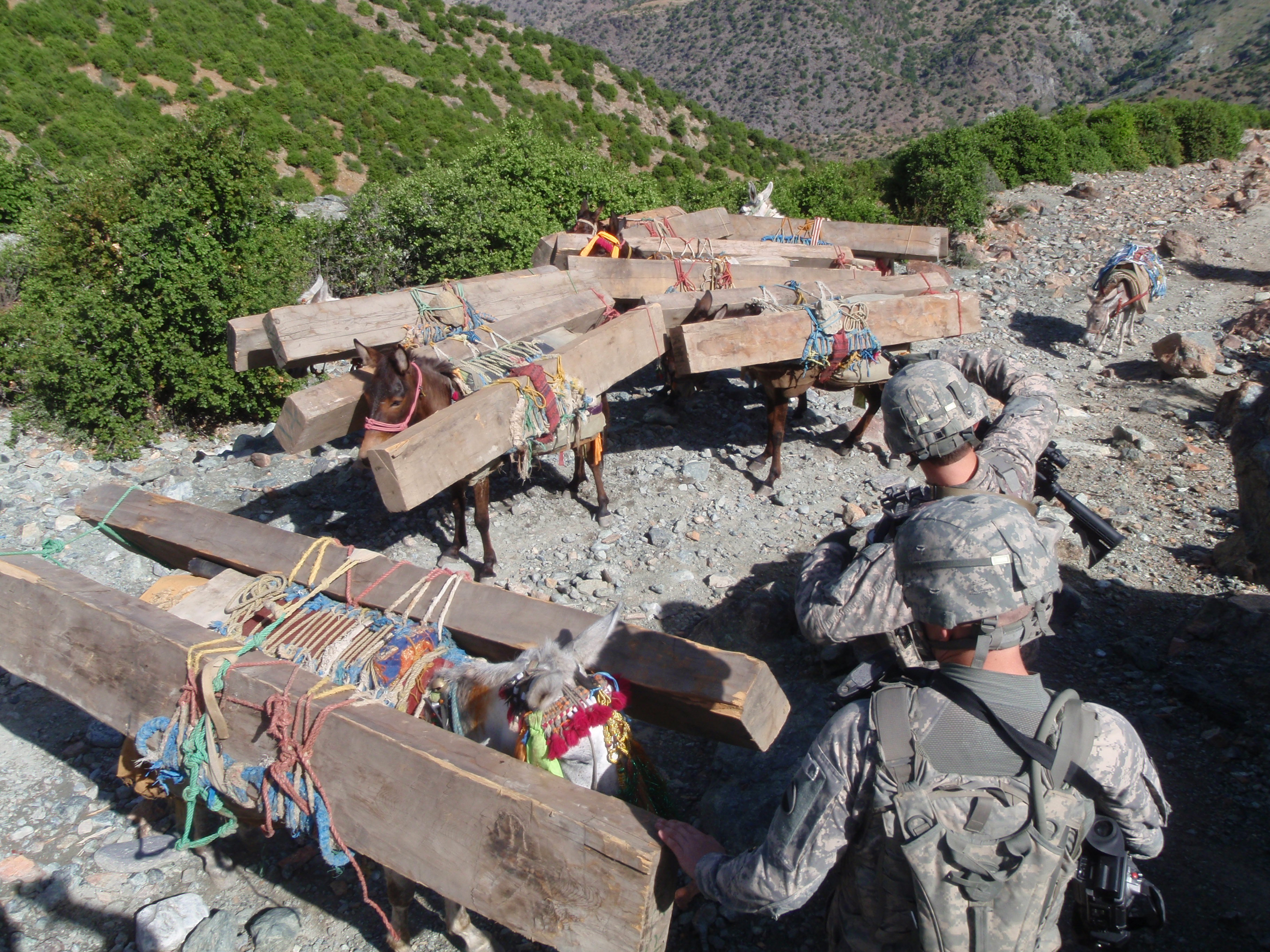
سربازان نیروی آمریکا، جلوی الوار غیرقانونی را گرفته‌اند که در ۲۰۰۹ میلادی در حال قاچاق از سوی ولسوالی نرنگ از ولایت کنر به سمت کشور همسایه، پاکستان بود.

بیشتر جمعیت برای جمع‌آوری هیزم و به‌دست آوردن درآمد از صادرات پسته و بادام که در جنگل‌های طبیعی مناطق مرکزی و شمالی می‌رویند متکی به جنگل هستند. بیشتر از ۵۰ درصد جنگل‌های پسته در ولایات بادغیس و تخار از بین رفته است. در جریان چند دهه جنگ پسین، ساکنین مناطق و نیروهای شبه نظامی مانند ائتلاف شمال از چوب جنگل به عنوان سوخت استفاده نموده و این نیروها هم‌چنین درختان را قطع نموده‌اند تا به مکان اختفا و کمین از جانب مخالفین شان مبدل نگردد. افزون بر آن، استفاده از جنگل به عنوان چراگاه و گردآوری خسته برای صادرات ظاهراً از روئیدن درختان بیشتر پسته جلوگیری می‌کند.
افغانستان در حدود نصف جنگل‌های خود را از دست داده است. جنگل‌های انبوه که در ولایات شرقی ننگرهار، کنر، نورستان و سایر ولایات موجود است نیز در خطر جمع‌آوری الوار توسط مافیای الوار قرار دارد. هرچند بریدن درخت غیرقانونی است، اما منافعی که از صادرات الوار به کشورهای همسایه چون پاکستان حاصل می‌گردد بسیار بالا است. علت آن این است که حکومت پاکستان شدیداً از مناطق جنگلی خود محافظت می‌نماید، بنابرین مافیای الوار در عوض مشغول بریدن درختان در افغانستان هستند. این الوار نه تنها به پیشاور بلکه به اسلام‌آباد، راولپندی و لاهور نیز فرستاده می‌شود و در آن‌جا برای ساختن مبل‌های گران‌قیمت مورد استفاده قرار می‌گیرد.
با کاهش پوشش جنگلی، زمین کم‌تر و کم‌تر حاصلخیز می‌شود، معیشت جمعیت روستا نشین در معرض تهدید قرار می‌گیرد و سیلاب‌ها باعث تخریب زمین‌های زراعتی و خانه‌های مردم می‌گردد. از بین رفتن نباتات هم‌چنین باعث افزایش خطرهای سیلاب می‌شود و این امر نه تنها مردم را در معرض خطر قرار داده بلکه باعث فرسایش خاک گردیده و مقدار زمینی در دسترس برای کشاورزی را کاهش می‌دهد. وزارت زراعت، آبیاری و مالداری افغانستان (MAIL) در همکاری با سازمان‌های بین‌المللی تلاش دارد تا با غرس میلیونها نهال در هر فصل بهار، به‌ویژه در ۱۰ مارچ که به عنوان روز ملی نهال‌نشانی در کشور نام‌گذاری شده است، افغانستان را دوباره سبز نموده و این مشکل را حل نماید.
افغانستان در شاخص تمامیت مناظر طبیعی جنگل ۲۰۱۸ دارای نمره میانگین ۸٫۸۵/۱۰ بوده و این کشور را از میان ۱۷۲ کشور در رده پانزدهم قرار می‌دهد.

## حیات وحش
بیشتر حیات وحش افغانستان به دلیل زیربنای اندک دولت برای ممانعت از شکار و ناپدید شدن زیست‌گاه به دلیل جنگ و خشک‌سالی در معرض خطر قرار دارد. افغانستان و جامعه حفاظت از حیات وحش (WCS) در سال ۲۰۰۶ یک پروژه سه ساله محافظت از حیات وحش و زیست‌گاه‌ها را در امتداد دهلیز واخان و مناطق فلات مرکزی آغاز نمودند.
- گونه‌های در خطر انقراض

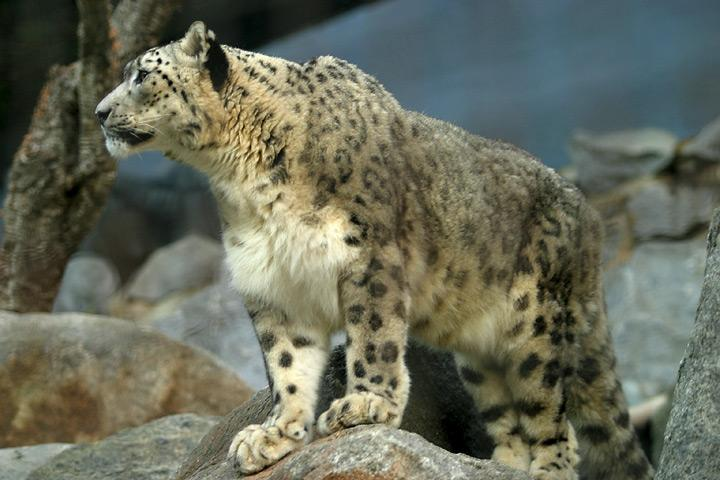
پلنگ برفی

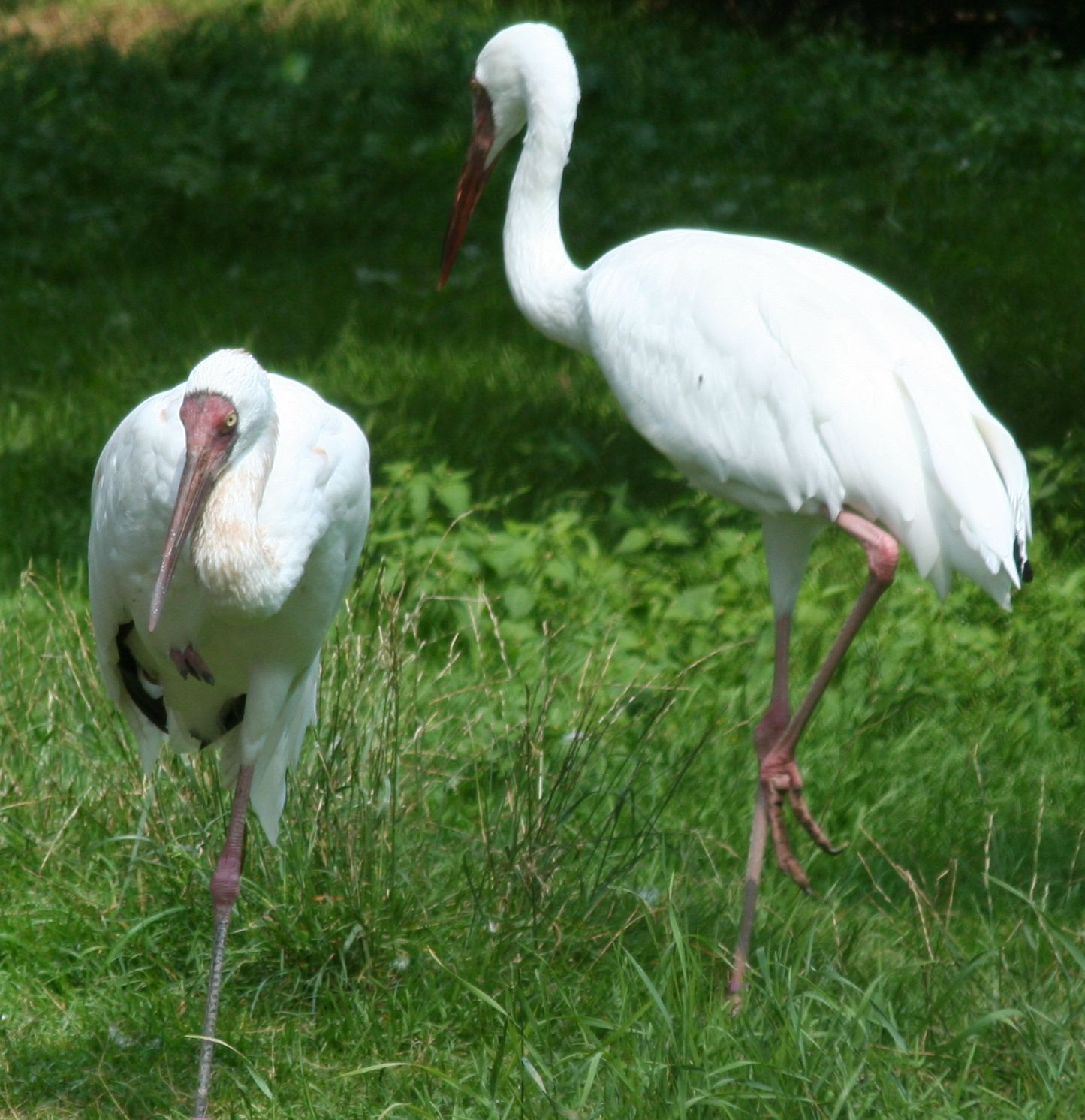
درنای سیبری

  - پلنگ برفی (نام علمی: Uncia uncia)
  - کَل و بز (نام علمی: Capra aegagrus)
  - مارخور (نام علمی: Capra falconeri)
  - غرم پامیری (نام علمی: Ovis ammon polii)
  - گوسفند وحشی اوریال (نام علمی: Ovis orientalis)
  - خرس ماه (نام علمی: Ursus thibetanus)
  - دُرنای سیبری (نام علمی: Grus leucogeranus)
- گونه‌های در بحران انقراض (نام علمی: Oxyura leucocephala)
  - اردک سرسفید (نام علمی: Marmaronetta angustirostris))
  - اردک مرمری (نام علمی: Haliaeetus leucoryphus)
  - عقاب دریایی پالاس (نام علمی: Aquilla clanga)
  - عقاب خال‌دار بزرگ (نام علمی: Aquilla heliaca)
  - عقاب شاهی (نام علمی: Falco naumanni)
  - یلوه حنایی (نام علمی: Crex crex)
  - دلیجه کوچک (نام علمی: Falco naumanni)
  - خروس‌کلی اجتماعی (نام علمی: Vanellus gregaria)
  - کبوتر چشم‌زرد (نام علمی: Columba hodgsonii)

معلومات اندکی در مورد گونه‌های سمندر و سمندر کوهی پغمان که در کوه‌های هندوکش یافت می‌گردد در دسترس است.

## مدیریت آب

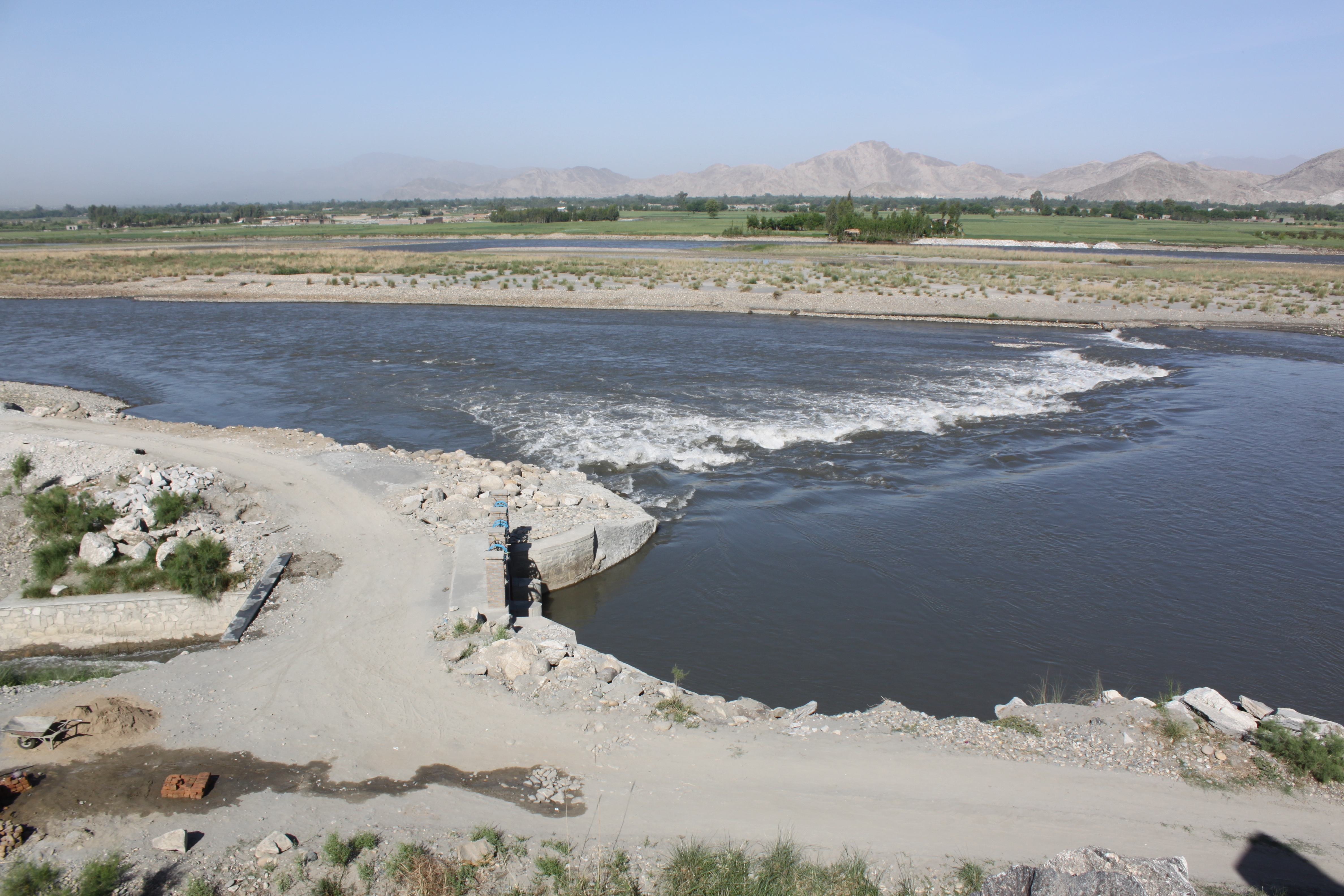
یک آبراهه معمولی که جهت آبیاری ساخته شده است.

بیشتر آب شیرین افغانستان از طریق دریاهای پر سرعت به کشورهای همسایه جاری می‌شود. به لحاظ طبیعی کشورهای همسایه از این آب‌ها مفاد حاصل می‌کنند نه افغانستان. تهدید اساسی به منابع آبی افغانستان خشک‌سالی است، که باعث کمبود غذا برای میلیون افغان در گذشته نزدیک شده است. بحران‌های کشاورزی میان سال‌های ۱۹۹۵ و ۲۰۰۱ میلادی هزارها خانواده روستا نشین را به مناطق شهری کشانده است. خشک‌سالی باعث گردید تا چاه‌های عمیق‌تری جهت رفع ضرورت‌های آبیاری حفر گردد و این امر باعث کم‌شدن سطح آب‌های زیرزمینی گردید و در نتیجه منابع آب‌های زیرزمینی که برای پر شدن مجدد متکی به باران بود خالی شد.
بر اساس آمار یونیسف، تنها در حدود ۶۷ درصد جمعیت افغانستان به آب آشامیدنی پاک دسترسی دارد. انتظار می‌رود تا این رقم پیوسته در آینده افزایش یابد، به‌ویژه بعد از اتمام بندهای شاه و عروس و شاه توت در کابل. سازمان‌های بزرگی که افغانستان را در راستای مدیریت بهتر منابع آبی کمک می‌کند هندی‌ها و آلمانی‌ها هستند.
حدود ۹۹ درصد تالاب‌های سیستان در سال‌های ۱۹۹۸ تا ۲۰۰۳ میلادی خشکیده بودند، یکی دیگر از نتایج خشک‌سالی پیوسته و فقدان مدیریت آب. تالاب‌ها که زیست‌گاه مهمی برای زاد و ولد و مهاجرت مرغ‌های آبی از جمله پلیکان خاکستری و مرغ‌آبی مرمری پنداشته می‌شود، از حد اقل ۵۰۰۰ سال بدین سو برای آبیاری کشاورزی آب فراهم نموده‌اند. آب این تالاب‌ها از دریاهای هلمند و فراه تأمین می‌گردد، که در میان سال‌های ۲۰۰۱ تا ۲۰۰۳ در حدود ۹۸ درصد از حد میانگین پایین‌تر شده بود. از بین رفتن پوشش گیاهی طبیعی در سایر نقاط کشور باعث فرسایش خاک گردید و طوفان‌های شن در حدود ۱۰۰ قریه را تا ۲۰۰۳ را فرو برد.

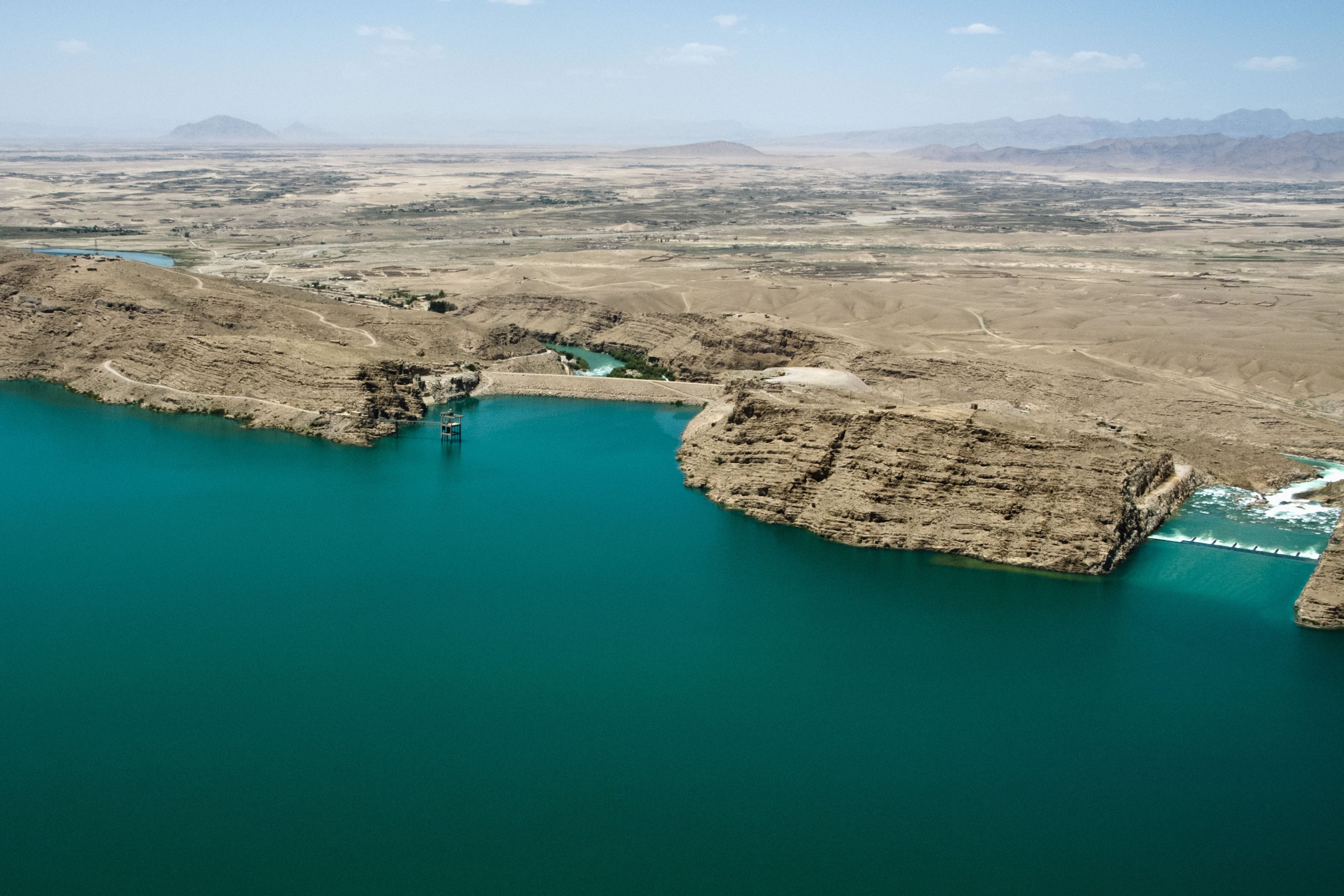
مخزن سد بند کجکی در ولایت هلمند به همراه سرریز سد

برخی از بندهای آب و برق عمدهٔ افغانستان به قرار ذیل اند:
- بند سلما در ولایت هرات
- بند امیر در ولایت بامیان
- سد دهلا در ولایت قندهار
- سد درونته در ولایت ننگرهار
- بند کجکی در ولایت هلمند
- بند کمال خان در ولایت نیمروز
- سد نغلو در ولایت کابل
- بند قرغه در ولایت کابل
- سد سرده بند در میان ولایات غزنی و پکتیکا

## آلودگی

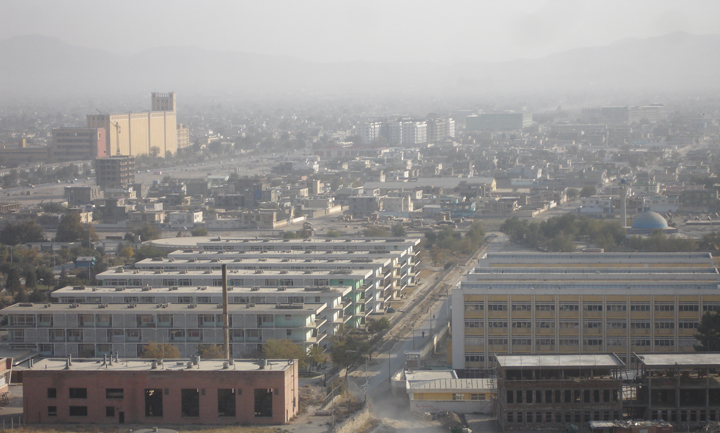
کابل در ۲۰۰۵ میلادی، که پایتخت و بزرگ‌ترین شهر افغانستان است. این شهر امروزه در حدود ۴ میلیون نفر جمعیت دارد

جمعیت شهرنشین در چندین سال پسین تورم نموده است. از سال ۲۰۰۳ بدین سو بالاتر از ۵ میلیون مهاجر که در کشورهای پاکستان و ایران زندگی می‌کردند دوباره به خانه خود (افغانستان) عودت نموده‌اند. اکثریت این مهاجرین و هم‌چنین کسانی که از مناطق روستایی به دلیل سیلاب ویران‌گر مهاجر گردیده‌اند، در شهر کابل که پایتخت است مسکن گزین شده‌اند.

### آلودگی هوا
هم‌مانند سایر شهرها در سراسر جهان، آلودگی هوا در شهرهای افغانستان نیز یک معضل جدی برای صحت عامه است.

### ضایعات داخلی و صنعتی
افغانستان از دیر زمان با مشکل نداشتن سیستم درست فاضلاب روبرو است. برنامه محیط زیست سازمان ملل متحد در ۲۰۰۲ میلادی بیان نمود که نبود یک سیستم درست مدیریت ضایعات در حال ایجاد شرایط خطرناک در بیشتر مناطق شهری بود. در ناحیه‌های پنجم و ششم شهر کابل، ضایعات خانوار و ضایعات طبی در جاده‌ها ریخته می‌شدند. ضایعات انسانی در مجراهای باز فاضلاب حرکت نموده و به دریای کابل جریان پیدا می‌کرد و آب آشامیدنی شهر را آلوده می‌نمود.
در شهرهای کابل، قندهار و هرات به‌جای گورستان‌های زایدات مدیریت شده از زباله‌دان‌های بزرگ استفاده صورت می‌گیرد که اغلب دریای‌های نزدیک و منابع آب‌های زیرزمینی از آن محافظت نمی‌گردند. زباله‌های طبی شفاخانه‌ها بعضاً در این زباله‌دان‌های بزرگ یک‌جا با سایر زباله‌های شهر دفع می‌گردند که باعث آلوده شدن آب و هوا با باکتری و ویروس‌ها می‌گردد.